# Nanshan (sockenhuvudort i Kina, Jiangxi Sheng, lat 28,80, long 118,09)
Nanshan (kinesiska: 南山) är en sockenhuvudort i Kina. Den ligger i provinsen Jiangxi, i den sydöstra delen av landet, omkring 210 kilometer öster om provinshuvudstaden Nanchang. Antalet invånare är 13 138. Befolkningen består av 6 225 kvinnor och 6 913 män. Barn under 15 år utgör 26,0 %, vuxna 15-64 år 64 %, och äldre över 65 år 8,0 %.
Runt Nanshan är det tätbefolkat, med 319 invånare per kvadratkilometer. Närmaste större samhälle är Hengjie, 12,3 km sydost om Nanshan. I omgivningarna runt Nanshan växer i huvudsak blandskog.
Genomsnittlig årsnederbörd är 2 636 millimeter. Den regnigaste månaden är juni, med i genomsnitt 506 mm nederbörd, och den torraste är oktober, med 38 mm nederbörd.